# جورج بومان فيري
جورج بومان فيري (بالإنجليزية: George Bowman Ferry) هو مهندس معماري أمريكي، ولد في 1851، وتوفي في 1918.